# Jörg Kastner

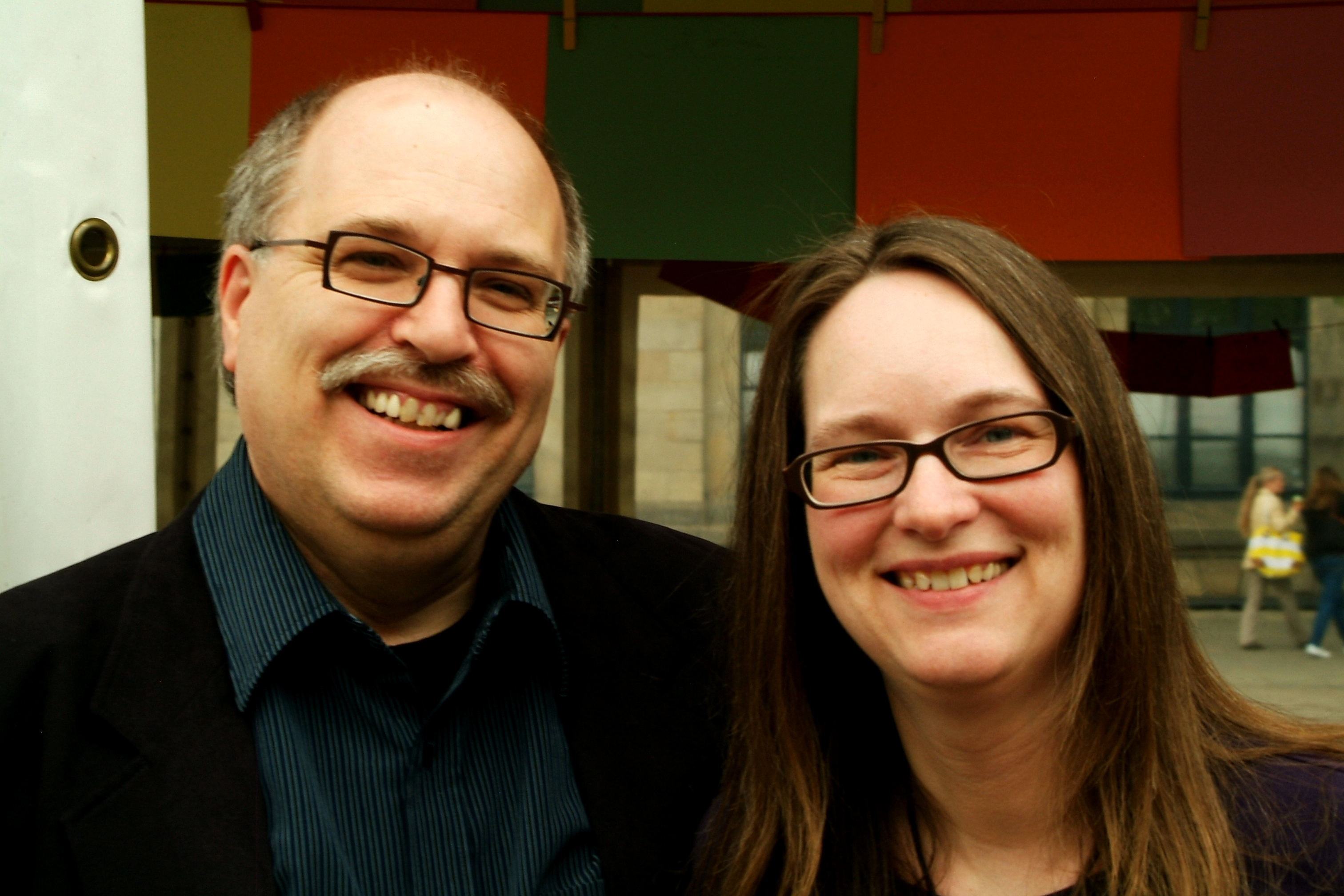
Jörg Kastner met zijn vrouw Corinna tijdens een lezing in Hannover (mei 2012).

Jörg Kastner (Minden, 1962) is een Duits schrijver. Hij woont met zijn vrouw Corinna in Hannover.

## Biografie
Kastner begon in 1984 met zijn studie rechtsgeleerdheid aan de Universiteit Bielefeld. Nog tijdens zijn studentenjaren begon hij met het schrijven van tijdschriftartikelen en kortverhalen. In 1991 verscheen zijn eerste boek: Das große Raumschiff Orion Fanbuch. Hij legde in 1993 met onderscheiding het tweede staatsexamen af. Hij vervolgt echter zijn carrière als freelance-auteur met het schrijven van fantasy-verhalen en historische romans. Midden jaren '90 brak Kastner bij het brede leespubliek door met een aantal Germanensaga's over de veldheer Arminius. Ook met de Vaticaan-thriller Der Engelspapst (in het Nederlands vertaald tot De Christus-smaragd) uit 2000 verkreeg hij grote populariteit.
Er werden 6 werken van Kastner vertaald naar het Nederlands.

## Werk

### Mysterie-thrillers
- De Engelen-trilogie:
  - Der Engelspapst (De Christus-smaragd) (2000)
  - Der Engelsfluch (De Engelenburcht) (2003)
  - Der Engelsfürst (2006)
- Mozartzauber (Het Mozartmysterie) (2001)
- Teufelszahl (2008)
- Teufelssohn (2010)

### Historische romans
- Germanensaga's:
  - Thorag oder Die Rückkehr des Germanen (1996)
  - Der Adler des Germanicus (1997)
  - Marbod oder Die Zwietracht der Germanen (1998)
  - Die Germanen von Ravenna (1999)
  - Arminius – Fürst der Germanen (2001)
- Anno 1074 – Der Aufstand gegen den Kölner Erzbischof
- Anno 1076 – Die Schatten von Köln
- Die Flügel des Poseidon (1996)
- Die Oase des Scheitans (2000)
- Im Schatten von Notre-Dame (2000)
- Widukinds Wölfe (augustus 2001)
- Die Farbe Blau (Het Blauw van Rembrandt) (februari 2005)
- Das wahre Kreuz (Het Ware Kruis) (maart 2007)
- Die Tulpe des Bösen (De Tulp van het Kwaad) (november 2008)

### Fantasy-romans
- Das Runenschwert (1997)
- Die Nebelkinder (2000)
- Die Steinprinzessin (juli 2002)

### Thrillers en misdaadromans
- Wenn der Golem erwacht
- Dr. Watson und der Fall Sherlock Holmes
- Sherlock Holmes und der Schrecken von Sumatra